# Abderaouf Belhani
Pour les articles homonymes, voir Belhani.
Abderaouf Belhani est un footballeur algérien né le 26 novembre 1986 à Hussein Dey dans la wilaya d'Alger. Il évolue au poste de gardien de but à l'USM El Harrach.

## Biographie
Abderaouf Belhani dispute 27 matchs en première division algérienne entre 2011 et 2018.
Il remporte deux titres de champion d'Algérie avec l'ES Sétif, en 2015 puis en 2017.
L'équipe de Sétif remporte la Ligue des champions africaine en 2014 et la Supercoupe d'Afrique en 2015. Toutefois, Belhani ne participe pas à ces finales, il ne peut donc pas être crédité de ces titres.

## Palmarès
- Champion d'Algérie en 2015 et 2017 avec l'ES Sétif